# Museu do Trabalho (Suécia)
O Museu do Trabalho (em sueco: Arbetets museum) é um museu central dedicado ao trabalho e à sua história, situado na cidade sueca de Norrköping, na província da Östergötland. Está instalado num edifício com 7 lados - construído em 1917 e chamado Strykjärnet - desenhado pelo arquiteto Folke Bensow, e localizado no rio Motala. De início uma fábrica de têxteis, o edifício foi transformado num museu, que abriu as suas portas em 1991. É uma instituição privada, gerida por uma fundação constituída pelos sindicatos LO e TCO, pelo movimento cooperativo KF, e pelas associação de educação popular ABF e Sensus.